# Meluzína (Zelinka)
Meluzína (psáno též Meluzina) je opera českého skladatele Jana Evangelisty Zelinky z roku 1947. Libreto napsal spisovatel František Kožík. Opera byla napsána původně pro Československý rozhlas a tam měla též premiéru dne 3. ledna 1949, dirigoval František Dyk. Divadelní premiéra se konala 15. dubna 1950 v Krajském oblastním divadle v Plzni v režii Karla Bermana, dirigoval František Belfín. Tato opery je vyvrcholením Zelinkova úsilí o lidovou operu: hudba je jednoznačně tonální a vychází z lidových nápěvů, hlavní postavy jsou charakterizovány jasnými hudebními motivy, orchestrace je střídmá a respektuje zpěvní složku. Rovněž námět opery vychází jen vzdáleně z mytologických příběhů o Meluzíně, spíše je interpretací české lidové tradice klást potraviny za okno jako obětiny pro utišení kvílení větru.

## Osoby
- Hostinský Zázoba, basbaryton
- Ondřejka, jeho dcera, soprán
- Statkář Všehoměl, baryton
- Hrabě Darmoživ, tenor
- Šumař František, lyrický tenor
- Pán z Větrova, hrdinný tenor
- Matka Františkova, mezzosoprán
- Zefýr, soprán
- Fén, baryton
- Zefýrka, lyrický soprán
- Selka, domkářka, alt
- Výměnkář, baryton
- 1. až 4. cestující, mužské kvarteto
- Smíšený a dětský sbor

## Děj opery

### 1. obraz
O dceru hostinského z hospody "U větrné růže", krásnou Ondřejku, se uchází trojice nápadníků — statkář Všehoměl, hrabě Darmoživ a chudý muzikant František. Ondřejka má sice nejraději Františka, současně ji však spaluje touha po jiném světě a nepoznaném životě. Do hostince přichází tajemný host, pán z Větrova, a uchází se o Ondřejku, která je jím přitahována. Ostatní nápadníky hravě přemůže — odfoukne Všehomělův statek, Darmoživovy pergameny i píseň Františkových houslí. Ondřejce líčí své větrné panství a okouzlenou dívku si odvádí.

### 2. obraz
Větrný život nad oblaky je plný radosti, větříčky zpívají, a Ondřejka je nejprve okouzlena. Ale v povětří nemá nikdo stání, nikde není pravý domov, místo na pevný stůl a kolébku. Ondřejce se brzy začne stýskat po domově. Na zem se však smí vrátit jen jednou za rok a nesmí ji nikdo obejmout, jinak by se stala lidem neviditelnou.

### 3. obraz
Ondřejka se po roce vrací do rodného hostince. Opět zde nachází otce i své tři nápadníky, kteří o ni stále stojí, ona však objetí každému odmítne. Teprve v noci u okna podlehne kouzlu rodného kraje a poté i zpěvu houslí, které jí pod oknem rozeznívá František. Vydá se za ním a odevzdává se mu, i když si je vědoma, jaký osud ji čeká.

### 4. obraz
František a jeho matka sedí za bouřky ve světnici a vzpomínají na Ondřejku. Ta je jim nyní neviditelná, rozezní však Františkovy housle a nechává Františkovi jejich právě narozenou dcerku, aby ji chránila před hněvem svého manžela. František ve tváři dítěte shledá svou podobu a pochopí. Odstěhuje se do jiného kraje a dcerku spolu s babičkou vychovají tak, aby nevěděla, kdo je její matkou.

### 5. obraz
František dívku pojmenoval Zefyrinka, je jí nyní deset let. Chudá rodina nemá pro nemocné dítě ani trochu mléka. Ondřejka/Meluzína a pán z Větrova právě prolétávají ve sněhové vánici nad vesnicí. Meluzína zoufá nad neštěstím svého dítěte a svým nářkem a kvílením prosí u ostatních chalup. Vesničané pochopí a kladou za okna a na prahy mouku, mléko a med, které Meluzína odnáší Zefyrince.
Vesnické děti se Zefyrince vysmívají, že nemá maminku. Když se ale děvčátko chce vrhnou do tůně, zjevuje se mu se svolením pána z Větrova Meluzína, aby ji utěšila a slíbila, že ji vždy bude provázet jako vánek nad Zefyrčiným čelem. I v budoucnosti se bude Meluzína starat o všechny děti, které potřebují pomoc.